# Tris(8-hydroxyquinoléine)aluminium(III)
Le tris(8-hydroxyquinoléine)aluminium(III), généralement abrégé en Alq3, est un complexe de formule Al(C9H6NO)3 formé d'un cation d'aluminium(III) Al3+ chélaté par trois anions de 8-hydroxyquinoléine C9H6NO−.
La dénomination de ce chélate peut varier au gré des articles publiés dans la littérature anglophone et francophone, les plus courantes étant tris(8-hydroxyquinolinato)aluminium et aluminum tris(8-hydroxyquinolinate) en anglais.
Les isomères méridionaux mer-Alq3 et faciaux fac-Alq3 ont été identifiés, ainsi que plusieurs polymorphes :
|                       |                       |
| Structure du mer-Alq3 | Structure du fac-Alq3 |

L'Alq3 est une substance couramment utilisée dans les diodes électroluminescentes organiques (OLED), les différents substituants sur le noyau quinoléine permettant de moduler la luminescence du composant. On prépare l'Alq3 en faisant réagir des sources d'aluminium(III) et de 8-hydroxyquinoléine :
Al3+ + C9H6NOH → Al(C9H6NO)3 + 3 H+.